# Argyrodes argyrodes
Argyrodes argyrodes (Walckenaer, 1834) è un ragno appartenente alla famiglia Theridiidae.

## Distribuzione
La specie è stata reperita in diverse località della regione che si estende dal Mediterraneo all'Africa occidentale e nelle isole Seychelles.

## Tassonomia
È la specie tipo del genere Argyrodes Simon, 1864.
Non sono stati esaminati esemplari di questa specie dal 2010.
Attualmente, a dicembre 2013, non sono note sottospecie.